# Konflikt zwischen der Republik Türkei und der PKK

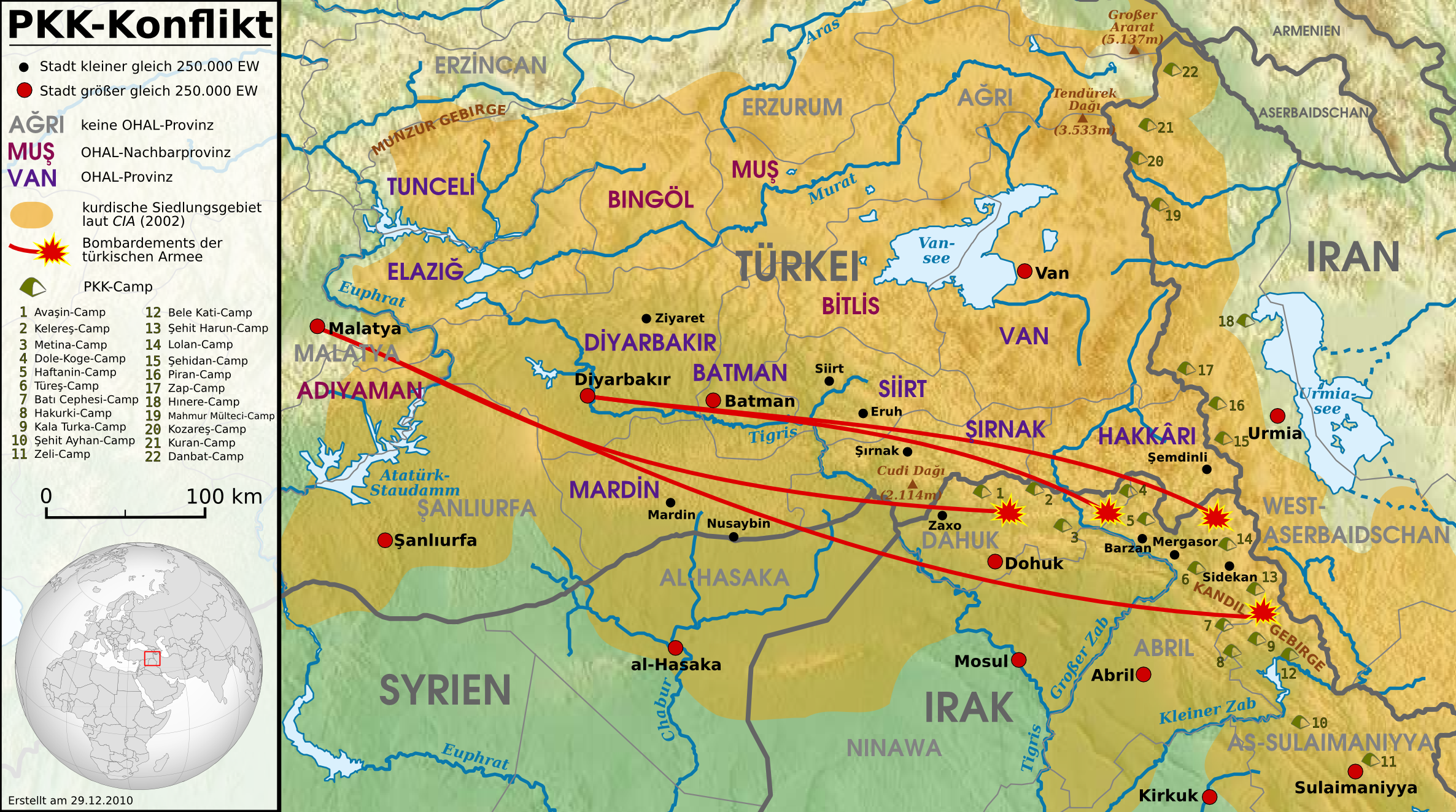
Thematische Karte zum Türkei-PKK-Konflikt

Der Konflikt der PKK mit der Republik Türkei war ein politischer und militärischer Konflikt, der von 1984 bis 2025 andauerte. Die Auseinandersetzungen fanden vor allem zwischen der kurdischen Untergrundorganisation PKK, den türkischen Streitkräften und verschiedenen paramilitärischen Einheiten statt. Die Kämpfe konzentrierten sich auf die südöstliche Türkei, den Nordirak und Teile Nordsyriens. Das Hauptquartier der PKK befand sich in den Kandil-Bergen. Der vorliegende Artikel behandelt in erster Linie die militärische Dimension des Konflikts. Zu den politischen, sozialen, kulturellen und wirtschaftlichen Dimensionen des Konflikts siehe den Artikel Kurden in der Türkei.

## Hintergrund
Es wird behauptet, dass der Türkei-PKK-Konflikt der 29. Aufstand der Kurden in der Geschichte der türkischen Republik sei. Unter den bedeutenden Aufständen wie dem Koçgiri-Aufstand (1920), Scheich-Said-Aufstand (1925), Ararat-Aufstand (1930) und dem Dersim-Aufstand (1938) ist dies der Aufstand mit der längsten Dauer und einer tiefgreifenden Wirkung. Neben der wirtschaftlichen Unterentwicklung des vorwiegend von Kurden besiedelten Südostens des Landes fühlten sich viele Kurden auch deshalb diskriminiert, weil ihnen ihre eigene Sprache und Tradition verweigert wurde. Jahrzehntelang wurde die kurdische Bevölkerung assimiliert und benachteiligt. Diese repressive türkische Politik, die auch moderaten kurdischen Anliegen im Wege stand, trieb viele Kurden in die Arme der PKK. Ein Anlass für die PKK, zu den Waffen zu greifen, war die Repression der Militärdiktatur nach dem Putsch 1980, die u. a. an den Zuständen im Militärgefängnis Diyarbakır deutlich wurde. Besonders in der Anfangszeit hatte die PKK aufgrund ihres Kultes um Märtyrer, zu denen auch die Mitglieder zählten, die im Gefängnis durch Hungerstreiks oder Selbstverbrennung gestorben waren, einen nicht geringen Zulauf. Daneben bestand in den ländlichen Gebieten der Türkei eine gewisse Sympathie für „Gesetzlose“ (tr: "eşkıya"), die sich der Staatsmacht und konkret der Kontrolle durch die Gendarmerie (die Polizei auf dem Lande) widersetzen. Das hat die Taktik eines Guerillakriegs begünstigt, ebenso die zerklüftete Gebirgslandschaft. Die PKK erzwang gerade zu Beginn des bewaffneten Kampfes durch massive Einschüchterungen (Morde an Gegnern) Unterstützung. Es wird behauptet, dass die Bevölkerung von der PKK unterdrückt und bedroht wird.

## Die Gründung der PKK und erste Kämpfe
Am 27. November 1978 wurde die PKK in einem Dorf der Provinz Diyarbakır gegründet. Die Organisation befürwortet wie viele andere türkische und kurdische Organisationen den bewaffneten Kampf. Im Unterschied zu anderen militanten Organisationen stand bei ihr aber nicht der Klassenkampf zur Errichtung der Diktatur des Proletariats, sondern die „nationale Befreiung“ im Vordergrund. Die PKK organisierte nach ihrer Gründung in den Jahren 1979–80 einige Gefechte und Scharmützel mit Großgrundbesitzern. Bis zum Militärputsch 1980 trug die PKK auch bewaffnete Konflikte mit anderen radikalen türkischen und kurdischen Gruppen aus. Nach der Anklageschrift gegen Abdullah Öcalan sollen dies Kämpfe (oft mit tödlichem Ausgang) mit türkischen Organisationen wie DHB (Devrimci Halkın Birliği, Revolutionäre Volksunion), HK (Halkın Kurtuluşu, Volksbefreiung) oder Aydınlık (Aufklärung) sowie mit kurdischen Organisationen wie DDKD (Devrimci Doğu Kültür Dernekleri, Revolutionäre Ost-Kulturvereine) oder KUK (Kürdistan Ulusal Kurtuluşçuları, Nationale Befreier von Kurdistan) gewesen sein. Die Kämpfe sollen 1.000 Kurden das Leben gekostet haben.

## Die einseitige Kriegserklärung
Am 15. August 1984 besetzten Einheiten der PKK die beiden Kleinstädte Şemdinli und Eruh in den Provinzen Hakkâri und Siirt für einen Tag und attackierten dort türkische Polizeistationen und Militäreinrichtungen. Die Türkei verstärkte ihre Militärpräsenz und bewaffnete kurdische Stämme als Dorfschützer, um gegen die PKK zu kämpfen. Am 19. Juli 1987 wurde das bis dahin herrschende Kriegsrecht in 8 Provinzen mit kurdischer Bevölkerung durch den Ausnahmezustand ersetzt (weitere 3 Provinzen wurden zu „benachbarten“ Provinzen erklärt). Es wurde eine Sonderverwaltung mit einem so genannten Super-Gouverneur eingesetzt, die als OHAL bekannt wurde. Der Ausnahmezustand wurde für einige Provinzen mehrfach um jeweils 4 Monate verlängert und war in Hakkari und Tunceli bis zum November 2002 gültig.
Die PKK griff ihrerseits Zivilisten und insbesondere Dorfschützer an. Auf dem 3. Kongress der PKK im Oktober 1986 wurde die Ausweitung des bewaffneten Kampfes und dabei ein besonders scharfes Vorgehen gegen Dorfschützer beschlossen. Zwischen Januar 1987 und November 1989 war die blutigste Phase. Bei Überfällen auf Dörfer, in denen es Dorfschützer gab, sollen fast 400 Menschen, darunter Frauen und Kinder getötet worden sein. Werden Überfälle mit weniger als fünf Todesopfern und gezielte Morde an Einzelnen hinzu gerechnet, so könnte die PKK zwischen 1984 und 1990 für den Tod von 1.200 Zivilisten verantwortlich gewesen sein. Die Organisation selber nennt die Zahl von 1055 getöteten „Verrätern und Lehrer-Agenten“, die bei Aktionen gegen „Dorfschützer, Kollaborateure-Agenten und Spione“ zwischen dem 15. August 1984 und dem 31. Dezember 1988 getötet wurden.

## Die Reaktion der Sicherheitskräfte
Die türkischen Sicherheitskräfte erhielten Unterstützung von Spezialteams (özel tim) und Dorfschützern. Bis 1990 kämpften etwa 200.000 Soldaten, 70.000 Polizeibeamte, 25.000 kurdische Dorfschützer und 1.500 Anti-Terror-Spezialisten gegen 2.500 PKK-Rebellen. In den 1990er Jahren erhöhte sich der Druck auf Dorfbewohner, Waffen zu akzeptieren. In den Landkreisen Şırnak, Eruh und Silopi wurden mit Ausnahme je eines von „Dorfschützern“ bewohnten Dorfes alle Dörfer zerstört, der Nationale Sicherheitsrat der Türkei beschloss mehrere Male, ganze Regionen am Berg Ararat oder in der Provinz Elazığ umzusiedeln. Insgesamt soll das türkische Militär 3500–4000 kurdische Orte zerstört haben. Die Stiftung für wirtschaftliche und soziale Studien der Türkei (TESEV) schätzte die Zahl der aus 14 Provinzen vertriebenen Menschen auf 950.000 bis 1,2 Millionen.
Nach offiziellen Angaben starben bis Ende 1990 574 Angehörige der türkischen Streitkräfte, 1.068 Militante der PKK und 1.045 Zivilisten. Andere Quellen besagen, dass bei Gefechten und gezielten Angriffen der PKK 1.023 Angehörige der Sicherheitskräfte und Dorfschützer getötet wurden. Im gleichen Zeitraum wurden 910 Militante der PKK und als Folge der in dem Gebiet herrschenden Gewalt 906 Zivilisten getötet.

## Serhildanund der 1. Waffenstillstand
Der erste große Serhildan (Volksaufstand im Sinne von Intifada) fand am 14. März 1990 in Nusaybin in der Provinz Mardin für einen gefallenen Militanten der PKK statt. Eine Woche später wurde Newroz zum ersten Mal offen gefeiert, so am 20. März 1990 in Cizre. Während die Newroz Feierlichkeiten 1991 ein Todesopfer in Nusaybin forderten starben um den 21. März 1992 herum insgesamt 94 Personen bei den Feiern zu Newroz (darunter 3 Sicherheitsbeamte). Es standen sich 1992 etwa 10.000 PKK-Kämpfer und über 300.000 türkische Sicherheitskräfte gegenüber.
Kurz vor dem Newroz Fest 1993 verkündete Abdullah Öcalan am 20. März 1993 auf einer Pressekonferenz im Bekaa-Tal einen einseitigen Waffenstillstand, der bis zum 16. April 1993 dauern sollte. Am 16. April 1993 verkündete er, dass der Waffenstillstand unbefristet verlängert werde, bevor er am 8. Juni 1993 das Ende des Waffenstillstands bekannt gab. Während des Waffenstillstands wurden 91 PKK-Militante getötet. Am 24. Mai 1993 errichteten PKK-Militante eine Straßensperre zwischen Bingöl und Elazığ und erschossen 33 Soldaten (siehe Massaker bei Bingöl 1993) und 4 Lehrer. Bei den Newroz-Feiern im Jahre 1993 starben 3 Menschen, 300 Personen wurden verletzt. Auch bei anderen Gelegenheiten gab es so genannte Serhildans, wie zum Beispiel bei der Beerdigung von getöteten PKK-Kämpfern und auch hier feuerten die Sicherheitskräfte tödliche Schüsse auf Demonstranten ab. Bei einer Demonstration im Kreis Digor (Kars) zum Gedenken an den Beginn der bewaffneten Auseinandersetzungen wurden am 14. August 1993 15 Demonstranten, darunter 8 Frauen getötet.
Daneben führten die türkischen Sicherheitskräfte auch Aktionen gegen Bewohner von Ortschaften durch, die der Sympathie mit der PKK verdächtigt wurden. Im Oktober 1993 wurde die Kreisstadt Lice zum Ziel einer mehrere Tage andauernden Operation. Dabei wurden mindestens 30 Menschen getötet und ungefähr 100 Personen verletzt. Nach offizieller Darstellung war ein Angriff von 500 PKK-Militanten der Auslöser dieser Aktion, bei der 249 Geschäfte und 421 Wohnhäuser beschädigt wurden.

## Die 1990er Jahre
Der Konflikt zwischen der türkischen Republik und der Kurdischen Arbeiterpartei erreichte in den 1990er Jahren neue Dimensionen. Offizielle Zahlen zu den Todesopfern in den Jahren 1990–1999 sind durchaus widersprüchlich. Erhebliche Differenzen sind zu finden, wenn mit anderen Quellen verglichen wird. Hier zunächst die Zahlen des Generalstabs:
| Jahr  | Soldaten | Militante | Zivilisten |
| ----- | -------- | --------- | ---------- |
| 1990  | 161      | 368       | 204        |
| 1991  | 244      | 376       | 233        |
| 1992  | 629      | 1129      | 832        |
| 1993  | 715      | 3050      | 1479       |
| 1994  | 1145     | 2510      | 992        |
| 1995  | 772      | 4163      | 313        |
| 1996  | 608      | 3789      | 170        |
| 1997  | 518      | 7558      | 158        |
| 1998  | 383      | 2556      | 85         |
| 1999  | 236      | 1458      | 83         |
| Summe | 5411     | 26.957    | 4549       |

Unter Berufung auf die oberste Polizeidirektion wurde an anderer Stelle die Zahl der zwischen dem 15. August 1984 und 30. Mai 1999 getöteten PKK-Kämpfer mit 18.348 angegeben. Dem stehen Zahlen für einen größeren Zeitraum gegenüber, die vom Generalstab, der Kommandantur der Gendarmerie und der obersten Polizeidirektion stammen sollen. Demnach wurden zwischen August 1984 und März 2009 6.520 Soldaten, Polizisten und Dorfschützer getötet. Im selben Zeitraum sollen 29.639 Militante „tot festgenommen“ worden sein. Die Zahl der zivilen Opfer wurde mit 5.535 angegeben.
Die PKK machte zu den Todesopfern des Krieges von 1984 bis 1999 folgende Angaben: 42.459 Tote auf Seiten des türkischen Staates (Soldaten, Polizisten, Dorfschützer, Kollaborateure etc.); 6.671 Tote auf Seiten der PKK. Hinzu kommen 9.000 bis 10.000 Zivilisten sowie etwa 2.000 Opfer bei Kämpfen unter kurdischen Organisationen im Irak.
Ein Vergleich der offiziellen Zahlen zu anderen Quellen (Material von der Menschenrechtsstiftung TIHV und dem Menschenrechtsverein IHD) ergibt folgendes Bild über Todesopfer bei bewaffneten Auseinandersetzungen (Zivilisten nicht eingeschlossen):
| Jahr  | Soldaten | Militante | Summe  | Offizielle Summe |
| ----- | -------- | --------- | ------ | ---------------- |
| 1990  | 416      | 910       | 1326   | 529              |
| 1991  | 235      | 363       | 598    | 620              |
| 1992  | 747      | 972       | 1719   | 1758             |
| 1993  | 776      | 1854      | 1853   | 3765             |
| 1994  | 1077     | 1737      | 2814   | 3655             |
| 1995  | 780      | 1007      | 1787   | 4935             |
| 1996  | 680      | 791       | 1471   | 4397             |
| 1997  |          |           | 2514   | 8076             |
| 1998  |          |           | 1718   | 2939             |
| 1999  |          |           | 875    | 1694             |
| Summe |          |           | 16.676 | 32.368           |

In dieser Tabelle sind zivile Opfer nicht enthalten. Werden sie zu den offiziellen Zahlen hinzu gerechnet, wurden nach offizieller Zählung in 10 Jahren fast 37.000 (36.917) Menschen Opfer des bewaffneten Konflikts. Wenn zu den von Menschenrechtsorganisationen ermittelten Zahlen die „zivilen Opfer“ der bekanntesten Verletzungen des Rechts auf Leben (1.165 extra-legale Hinrichtungen, 1.735 Morde von unerkannten Täter und 817 Fällen von „Verschwindenlassen“) hinzu gerechnet werden, liegt die Summe über 20.000 (20393) Todesopfer.
Hatte es bereits 1995 zwei mehrtägige Militärexpeditionen türkischer Landstreitkräfte in die UNO-Schutzzone für die Kurden im Irak gegeben, so sollte 1996 eine bis zu zwanzig Kilometer auf irakisches Gebiet reichende ständige Sicherheitszone entlang der fast 350 Kilometer langen Grenze eingerichtet werden. Nach Protesten aus mehreren arabischen Ländern und politischer Intervention wurde die Sicherheitszone als vorläufig deklariert. Innerhalb der Türkei konzentrierten sich die Kämpfe auf das Munzur-Gebirge in den Provinzen Tunceli und Erzincan, auf den Berg Cudi in der Provinz Şırnak, auf den Berg Tendürek in der Provinz Ağrı und auf den Berg Ararat im äußersten Osten der Türkei. Auch 1997 führte die türkische Armee mehrere Großoffensiven in denselben Regionen wie im Vorjahr durch. Am 21. Juli 2006 meldete die Nachrichtenagentur ANF, dass die Türkei bis dahin 24 grenzüberschreitende Operationen durchgeführt hatte.

### Missachtung des Rechts auf Leben
Neben einer Zunahme an Gefechten unter den bewaffneten Parteien gab es immer mehr Opfer unter der zivilen Bevölkerung. Die Entvölkerung von Dörfern nach dem Motto „den See austrocknen, um an die Fische zu kommen“ erreichte 1994 einen Höhepunkt. Nach Angaben der türkischen Presse wurden in den 1990er Jahren 6.153 Siedlungen und 1.779 Dörfer zwangsgeräumt und 1.000.000 Menschen aus Sicherheitsgründen umgesiedelt.
Ein bekanntes Ereignis mit zahlreichen Opfern unter der Zivilbevölkerung war der Luftangriff auf Koçağılı und Kuşkonar.
Neben den Spezialteams kamen auf türkischer Seite auch Gruppen zum Einsatz, die sich jenseits der Legalität aus Offizieren der Gendarmerie (JITEM) und Überläufern der PKK zusammensetzten und denen viele ungeklärte Morde zur Last gelegt wurden. Daneben wurden viele Unterstützer der PKK (so genannte Patrioten; tr: yurtsever) durch Militante der türkischen Hizbullah ermordet. Die Menschenrechtsorganisationen der Türkei haben bei politischen Morden oft nach Todesschüsse bei Demonstrationen, Todesschüsse bei Missachtung von Stopp-Warnungen, Tote durch Landminen, sowie extra-legale Hinrichtungen und Morde unerkannter Täter unterschieden. Dabei waren die letzten beiden Kategorien die wichtigsten und bezogen sich auf Todesfälle beim Einsatz der Sicherheitskräfte (extra-legal) oder aber Todesschwadronen von JITEM/Überläufer oder Hizbullah (d. h. eine starke Vermutung auf die nicht erkannten/gefassten Täter). Die Menschenrechtsstiftung der Türkei ermittelte folgende Zahlen:
| Jahr  | Extra-legal | Täter unerkannt |
| ----- | ----------- | --------------- |
| 1990  | …           | 11              |
| 1991  | 98          | 31              |
| 1992  | 283         | 362             |
| 1993  | 189         | 467             |
| 1994  | 129         | 423             |
| 1995  | 96          | 166             |
| 1996  | 129         | 113             |
| 1997  | 98          | 65              |
| 1998  | 80          | 45              |
| 1999  | 63          | 52              |
| Summe | 1.165       | 1.735           |

Auch einfache Dorfbewohner verschwanden, nachdem sie inhaftiert worden waren. Eine vorläufige Liste über Fälle von „Verschwindenlassen“ zwischen 1980 und 1990 ergibt:
| Jahr      | Todesopfer |
| --------- | ---------- |
| 1980–1989 | 10         |
| 1990–1993 | 34         |
| 1994–1995 | 539        |
| 1996–1999 | 234        |
| Summe     | 817        |

PKK Militante waren ebenfalls für Morde an Zivilisten verantwortlich. So wurden zwischen 1990 und 1999 mehr als 800 Zivilisten von Militanten der PKK ermordet.

### Morde an Lehrern und Entführungen
In einem Bericht den die Menschenrechtsstiftung der Türkei im November 1995 veröffentlichte, wurden für den Zeitraum vom 15. August 1984 bis zum 20. November 1995 Morde an 142 Lehrern aufgelistet. Davon gingen 91 Morde auf das Konto der PKK. Unter Ausdehnung des Zeitraums auf 20 Jahre (12. September 1980–12. September 2000) wurde eine Zahl von 176 getöteten Lehrern ermittelt. In 57 Fällen konnten die Täter nicht ermittelt werden, aber 105 der Morde wurden von Militanten der PKK verübt.
Sowohl aus den Berichten der türkischen Presse als auch aus Meldungen im monatlich erscheinenden Organ der PKK "Serxwebun" geht hervor, dass es in den 1980er Jahren so gut wie keine Entführungen seitens der PKK gegeben hat. 1993 kam es vermehrt zu Entführungen von Touristen und Angriffe auf touristische Ziele. Im Jahr 1994 wurden nach Erkenntnissen der TIHV 33 Lehrer ermordet, 24 davon durch die PKK. Insbesondere die Ermordung von 6 Lehrern im Kreis Mazgirt (Tunceli) am 11. September führte zu scharfen Reaktionen. Der IHD-Vorsitzende Akın Birdal rief die Organisation auf, die Genfer Konventionen einzuhalten. Die Organisation behauptete hingegen, das die Lehrer sich an militärischen Operationen beteiligten. Drei Beamte aus dem Gesundheitswesen, die bei der Aktion entführt worden waren, wurden einige Zeit danach wieder freigelassen. Am 29. September verkündete die Organisation dann, dass Angriffe auf Lehrer eingestellt wurden. Weiterhin aber bedürften die Lehrer einer Erlaubnis ihrerseits, um ihren Beruf auszuüben. Wer gegen die Wertvorstellungen des Volkes und das Wesen der Nation verstoße, könne nicht als Lehrer arbeiten.
Im Jahr 1995 wurden in der Türkei sieben Lehrer ermordet, drei davon durch die PKK (ein Lehrer starb durch eine Bombe und bei drei Morden blieben die Täter unerkannt). Am 21. November 1995 errichteten PKK Militante eine Straßensperre zwischen Diyarbakır und Lice. Sie entführten 17 Personen. Bis auf 3 Lehrer unter den Entführten wurden alle entlassen. Der IHD Diyarbakır rief zu ihrer Freilassung auf und Amnesty International startete eine Eilaktion. Von den entführten Lehrern kam Kadri Tursun am 12. März 1996, Köksal Gümüş und Hakan Güler im April 1996 wieder frei.
1996 standen bei Entführungen durch die PKK vor allem entführte Soldaten auf der Tagesordnung. Ein Abgeordneter der damals an der Regierung beteiligten Wohlfahrtspartei (RP) unternahm mit Vertretern der Menschenrechtsvereine IHD und Mazlumder im August 1996 den Versuch, sie im Nordirak „abzuholen“, aber erst der zweite Versuch im Dezember 1996 gelang.
Zwischen 1997 und 1999 gab es weitere Entführungen.

### Waffenlieferungen
Die Bundesrepublik Deutschland lieferte der Türkei 300 Radpanzer, 100 Millionen Patronen, 256 000 Kalaschnikows und 500.000 Stahlhelme. Insgesamt wurde Kriegsgerät für 1,5 Milliarden D-Mark geliefert. Im März 1992 stoppte Deutschland temporär weitere Lieferungen, weil die Gendarmerie Schützenpanzer aus den Beständen der DDR gegen die PKK einsetzte. In den 1990er Jahren lieferten die Vereinigten Staaten von Amerika der Türkei verschiedene Waffen und trainierten türkische Soldaten.

## 1999–2004
1998 standen die Türkei und Syrien am Rande eines Krieges, als der Streit um den später vom türkischen Geheimdienst aus Kenia entführten PKK-Chef Abdullah Öcalan und dessen Versteck in Syrien eskalierte. Am 16. Februar 1999 wurde Öcalan in die Türkei gebracht und vor Gericht gestellt. Die USA sollen an der Verschleppung von Abdullah Öcalan aktiv teilgenommen haben. Danach erfolgten eine Reihe von teilweise gewalttätigen Protestaktionen, die sich nicht auf die Türkei beschränkten. Vor allem in den Gefängnissen der Türkei kam es zu Selbstverbrennungen.
In einem von seinen Anwälten verkündeten Aufruf forderte Abdullah Öcalan am 1. August 1999 die PKK auf, vom 1. September an, den bewaffneten Kampf einzustellen und sich jenseits der türkischen Grenzen zurückzuziehen. Dieser Aufruf wurde weitestgehend befolgt, so dass sich von den 4.000 bis 4.500 Kämpfern, über die die PKK zu der Zeit verfügte, etwa 90 Prozent im Ausland, vor allem im Nord-Irak befanden. Es kam danach (zwischen 1999 und 2004) zu weniger bewaffneten Auseinandersetzungen als in den Jahren davor. Im Jahr 2003 wurde der Konflikt zwischen der türkischen Regierung und dem Kongress für Freiheit und Demokratie in Kurdistan (Kadek), wie die Kurdische Arbeiterpartei (PKK) nun genannt wurde, durch das Verbot der größten kurdischen Partei des Landes, der Volkspartei für Demokratie (HADEP), am 13. März 2003 verschärft. Der Angriff von kurdischen Rebellen auf einen Armeeposten am 31. Mai 2003 soll der erste Angriff sein, seit die PKK 1999 einen einseitigen Waffenstillstand ausgerufen hatte. Die Lage beruhigte sich etwas, nachdem am 3. Oktober 2003 das Staatssicherheitsgericht die Umwandlung des Todesurteils gegen Öcalan in lebenslange Haft verkündete.
Die Abnahme von Kampfhandlungen zwischen der türkischen Armee und Militanten der PKK kann sowohl an offiziellen Zahlen zu in diesem Zeitraum getöteten Personen, als auch in den Statistiken von Menschenrechtsorganisationen gesehen werden:
| Jahr | Soldaten | Militante | Zivilisten | IHD |
| ---- | -------- | --------- | ---------- | --- |
| 1999 | 236      | 1458      | 83         | 857 |
| 2000 | 29       | 319       | 27         | 147 |
| 2001 | 20       | 104       | 8          | 92  |
| 2002 | 7        | 19        | 7          | 30  |
| 2003 | 31       | 87        | 83         | 104 |
| 2004 | 75       | 122       | 28         | 240 |

Die der PKK nahestehenden Kreise gehen davon aus, dass der einseitige Waffenstillstand am 28. August 1998 verkündet wurde und am 1. September 1998 begann. Er wurde am 1. Juni 2004 offiziell beendet.

## 2005–2010
In den Jahren 2005 bis 2010 hat die nun wieder unter dem Namen PKK operierende Kurdische Arbeiterpartei mehrfach einseitige Waffenstillstände verkündet, ohne damit große Wirkung auf eine Verminderung von bewaffneten Kämpfen zu erzielen. Es gab etliche Todesopfer durch explodierende Landminen. Dabei war die Türkei im September 2003 dem Abkommen zum Minenverbot (der Ottawa-Konvention) beigetreten. Im Juli 2006 erklärte sich die PKK durch Unterzeichnung der Verpflichtungsurkunde des Aufrufs von Genf (Geneva Call Deed of Commitment) bereit, keine Minen mehr zu legen. Daneben gab es Vorwürfe, dass die Türkei chemische Waffen im „Kampf gegen die Guerilla“ einsetzt.
Es kam auch zu Sabotageakten gegen Güterzüge (teilweise mit Todesopfern) oder Pipelines. Bomben gingen auch an belebten Plätzen (Städten) im Südosten des Landes, aber auch im Westen und Norden des Landes in die Luft. Zu einigen der Anschläge bekannten sich die Freiheitsfalken Kurdistans (TAK).
Seit Juni 2007 hat der türkische Generalstab immer wieder Gebiete zu zeitweiligen Sicherheitszonen und militärischen Sperrgebieten erklärt. Diese Zonen durften nicht betreten werden. Ein Teil der ausgerufenen Sicherheitszonen lag allerdings nicht auf türkischem Hoheitsgebiet.
Die Gefechte zwischen den türkischen Streitkräften und dem bewaffneten Flügel der PKK, der HPG haben seit 2007 an Härte zugenommen. Die HPG hat wiederholt direkte Angriffe auf Gendarmeriewachen durchgeführt. Aktionen wurden nicht nur aus dem „kurdischen Kernland“, sondern bis hinauf zur Region am Schwarzen Meer (die Provinzen Erzincan und Giresun) gemeldet.
Am 21. Februar 2008 startete die türkische Armee die 25. Offensive seit 1983 in den Nordirak, an der schätzungsweise 10.000 Soldaten beteiligt waren. Die Operation endete am 29. Februar. Die offiziellen Zahlen zu Todesopfern des bewaffneten Konflikts und die vom Menschenrechtsverein IHD publizierten Zahlen zu Personen, die bei Gefechten getötet wurden (Morde an Zivilisten ausgeschlossen), ergeben:
| Jahr | Soldaten | Militante | Zivilisten | off. Summe | IHD |
| ---- | -------- | --------- | ---------- | ---------- | --- |
| 2005 | 105      | 242       | 30         | 377        | 496 |
| 2006 | 111      | 287       | 38         | 436        | 354 |
| 2007 | 146      | 413       | 37         | 596        | 424 |
| 2008 | 171      | 1369      | 51         | 1591       | 432 |
| 2009 | 80       | 277       | 21         | 378        | 141 |
| 2010 | 106      | 419       | 20         | 545        | 244 |

## Oslo-Gespräche und Wiederaufflammen des Konfliktes
Erste geheime Friedensgespräche zwischen dem türkischen Staat und der PKK wurden 2009 bis 2011 in Oslo unterhalten. Der türkische Ministerpräsident Erdogan schickte dafür den MIT-Geheimdienstmitarbeiter Hakan Fidan nach Oslo. Anfang 2011 erklärte die PKK einen Waffenstillstand bis nach den Parlamentswahlen am 12. Juni. Außerdem wurde 2011 publik, dass der Staat insgeheim Gespräche mit der PKK in Oslo und dem inhaftierten PKK-Anführer Öcalan in Imrali führte, um den bewaffneten Konflikt zu lösen. Doch nach der Wahl boykottierte die BDP die Parlamentssitzungen, weil fünf ihrer Abgeordneten, die wegen der KCK-Verfahren in Haft sind, nicht entlassen wurden und Hatip Dicle das Mandat entzogen wurde. Im Sommer 2011 scheiterten die Verhandlungen schließlich und bereits im Juli starben 19 Menschen bei wiederaufgeflammten Gefechten. Im August bombardierte die türkische Luftwaffe über 60 Ziele, wenig später tötete die Armee nach eigenen Angaben über 90 PKK-Kämpfer.
Am Morgen des 19. Oktober 2011 starben bei einem Angriff der PKK auf verschiedene türkische Militärposten in Çukurca an der Grenze zum Irak 24 Sicherheitskräfte, 18 wurden verwundet. Der Angriff war der verlustreichste für die türkische Armee seit 1993. Als direkte Reaktion darauf drangen türkische Kommandoeinheiten in Bataillonsstärke in den Nordirak ein. Zwischen dem 1. Januar und dem 28. November 2011 wurden bei Gefechten 101 Soldaten, 163 Militante, 21 Zivilisten, 32 Polizisten und 13 Dorfschützer, also insgesamt 330 Menschen getötet. 273 dieser Todesfälle geschahen nach dem 2. Juli, wo die bewaffneten Zusammenstöße wieder zunahmen.
Am 19. September 2011 entführten PKK-Kämpfer den Zivilisten Abdullah Öztürk und töteten ihn anschließend. Am 20. September 2011 ereigneten sich ein Bombenanschlag in Ankara, die Untergrundorganisation und Splittergruppe der PKK Freiheitsfalken Kurdistans bekannte sich zu dem Anschlag. Die Türkei kündigte an, als Reaktion auf die Anschläge gemeinsam mit Iran eine Militäroffensive gegen Kurden im Nordirak durchführen zu wollen.
In den ersten vier Monaten des Jahres 2012 starben bei Gefechten in der Region 20 Angehörige der Sicherheitskräfte und 67 Militante der HPG. Im gleichen Zeitraum wurden 12 Zivilisten das Opfer von extra-legalen Hinrichtungen. Die Zahl der Todesopfer stieg in den folgenden zwei Monaten auf 56 getötete Angehörige der Sicherheitskräfte und 122 getötete Militante der HPG an. Es wurden weitere vier Zivilisten getötet.
Nach dem Beginn des Bürgerkriegs in Syrien wurde die PKK deutlich aktiver. Im August 2012 entführten PKK-Aktivisten den kurdischstämmigen Abgeordneten Hüseyin Aygün, dem sie Verrat vorwarfen. Er wurde nach zwei Tagen wieder freigelassen. Der türkische Ministerpräsident Recep Tayyip Erdoğan bezweifelte die Entführungsaktion und vermutete eine gemeinsame öffentlichkeitswirksame Kampagne dahinter. Am 10. August 2012 veröffentlichte die Republikanische Volkspartei (CHP) einen Bericht über Personen, die von der PKK seit den Wahlen im Juni 2011 entführt wurden. Dem CHP-Bericht zufolge wurde die Mehrheit der Entführten (90) wieder freigelassen; drei Entführte befreiten sich selbst und zwei Entführte wurden tot aufgefunden.
Es gab die Vermutung, die PKK werde, quasi als Vergeltung für die türkische Unterstützung der Freien Syrischen Armee, von der syrischen Regierung und Iran direkt unterstützt.
Seit dem 23. Juli 2012 wurden intensive Auseinandersetzungen aus der Provinz Hakkâri (vor allem im Kreis Şemdinli) gemeldet. Die Konfliktparteien gaben dazu widersprüchliche Zahlen an.

## Friedensverhandlungen
Im Winter 2012 begann der Direktor des türkischen Geheimdienstes MİT erste Gespräche mit Abdullah Öcalan auf der Gefängnisinsel İmralı. Die türkische Regierung betrachtete dabei den Rückzug der PKK vom türkischen Territorium und die Niederlegung der Waffen als höchste Priorität. Die Kurden forderten kulturelle Rechte als ethnische Minderheit und einen politischen Sonderstatus innerhalb der Türkei; auf die Forderung nach staatlicher Unabhängigkeit waren sie hingegen bereit zu verzichten. Im Laufe der Verhandlungen besuchten verschiedene Delegationen der kurdischen Barış ve Demokrasi Partisi (BDP) Öcalan, um einen Fahrplan für die Befriedung des türkisch-kurdischen Konfliktes zu erstellen. Am 10. Januar 2013 wurden drei hochrangige weibliche PKK-Mitglieder, darunter die PKK-Mitbegründerin Sakine Cansız, in Paris ermordet. Diese Morde wurden unter anderem als Sabotageversuch der Friedensverhandlungen durch Hardliner bewertet. Anfang März 2013 ließ die PKK acht entführte türkische Sicherheitskräfte frei, um ein positives Zeichen für die Friedensverhandlungen zu setzen.
Zum Newroz-Fest am 21. März im Jahr 2013 erklärte Öcalan schließlich eine Waffenruhe und den Rückzug der PKK-Einheiten aus der Türkei. Viele Beobachter sprachen von einem entscheidenden Schritt, da Öcalan unter den Kurden noch immer große Autorität besitzt. Der türkische Ministerpräsident Recep Tayyip Erdoğan bewertete Öcalans Aufruf als positiv. Ein Teil des eingeleiteten Friedensprozesses sollte die Arbeit von Gruppen 'weiser' Menschen sein, die in sieben Regionen der Türkei Öffentlichkeitsarbeit leisten und eine beratende Funktion übernehmen sollten. Ende April 2013 kündigte die PKK ihren Rückzug aus der Türkei an und zog sich in den Nordirak zurück. Kleinere Scharmützel zwischen der PKK und der Türkei kamen dabei vereinzelt vor, beeinflussten den Fortgang des Friedensprozesses nicht.
Im April 2013 berief Erdoğan ein „Rat der Weisen“ genanntes Gremium aus Intellektuellen, Journalisten und Künstlern ins Leben, das den Friedensprozess zivilgesellschaftlich begleiten sollte.
Die BDP und PKK pochten nun auf die Einleitung der zweiten Etappe des Friedensprozesses, welche zahlreiche politische Reformen zur Verbesserung der kurdischen Minderheitsrechte beinhalten soll. Am 5. September 2013 erklärte die PKK die Suspendierung des Abzugs von Kämpfern aus der Türkei und drohte damit, im Falle von türkischen Angriffen die Rebellen zurückzuschicken. Spannungen zwischen kurdischen Protestierenden und türkischen Sicherheitskräften am 6. Dezember 2013 führten zum Tod von zwei Demonstranten. Am 8. Dezember 2013 entführten PKK-Kämpfer daraufhin in Diyarbakir vier Soldaten der türkischen Streitkräfte. Die türkischen Streitkräfte starteten nach der Entführung eine groß angelegte Operation. Nach Einflussnahme kurdischer Politiker wurden die Soldaten wenig später freigelassen.
Im Oktober 2014 kam es zu Ausschreitungen in der Türkei im Zusammenhang mit dem bewaffneten Konflikt im syrischen Kobanê. Die Demonstrierenden warfen der türkischen Regierung vor, nichts gegen die der dschihadistisch-salafistischen Terrororganisation Islamischer Staat (IS) getan zu haben und mit dieser zu kooperieren. Bei den Protesten kamen 30 Menschen zu Tode.
Am 28. Februar 2015 unterzeichneten Vertreter der Regierung und der Demokratischen Partei der Völker (HDP), der Nachfolgepartei der BDP, im Dolmabahçe-Palast in Istanbul einen Fahrplan zur endgültigen Beendigung des Konfliktes. Dabei verlas der HDP-Abgeordnete Sırrı Süreyya Önder im Beisein des stellvertretenden Ministerpräsidenten Yalçın Akdoğan einen von mehreren Sendern live übertragenen Aufruf von Öcalan an die PKK, die Waffen niederzulegen. Beobachter im In- und Ausland sahen darin eine „große Chance für einen historischen Schritt“. Allerdings boykottierte die PKK-Führung am Folgetag den konkreten Entwaffnungsaufruf ihres Führers Öcalan und stellte Bedingungen. Darauffolgend erklärte Erdogan die Vereinbarung zwei Wochen später für nichtig. Manche Beobachter meinten, dies sei eine Reaktion darauf gewesen, dass der HDP-Vorsitzende Selahattin Demirtaş kurz nach der Dolmabahçe-Erklärung erklärt hatte, seine Partei werde Erdogans Absichten zur Einführung eines Präsidialsystems nicht unterstützen.

## Ende des Friedensprozesses?
Nach der Parlamentswahl im Juni 2015, aus der kein eindeutiger Sieger hervorgegangen war, kam es zu einem deutlichen Anstieg der Gewalt, die sich nach dem Anschlag in Suruç vom 20. Juli 2015 noch einmal steigerte. So erschossen PKK-Aktivisten zwei türkische Polizisten. Die PKK begründete das damit, dass diese mit dem IS zusammengearbeitet hätten. Der türkische Staat reagierte mit Angriffen auf kurdische Gebiete im Irak und Razzien gegen kurdische Aktivisten in der Türkei. Dabei kam die Aktivistin Günay Özarslan ums Leben. Der PKK-Sprecher Zagros Hiwa sprach von einer praktischen Beendigung des Waffenstillstands durch die Türkei. Kurz darauf bekannte sich die PKK zu einem tödlichen Anschlag auf zwei türkische Soldaten. Ende Juli 2015 erklärte der türkische Staatspräsident Recep Tayyip Erdoğan den Friedensprozess mit den Kurden für gescheitert. Am 12. November 2015 gab der Menschenrechtsverein İnsan Hakları Derneği (IHD) einen Bericht über das Ausmaß der Gewalt zwischen dem 7. Juni 2015 und dem 9. November 2015 heraus. In dem Bericht wurde darauf hingewiesen, dass die KCK (im Namen der PKK) am 10. Oktober 2015 einen Verzicht auf Aktionen erklärt habe, aber der Staat habe die Anwendung von Gewalt gesteigert. In dem Zeitraum wurden 150 Soldaten, Polizisten und Dorfschützer sowie 181 Militante der PKK getötet. Bei den Kampfhandlungen starben auch 9 Zivilisten.
Parallel dazu kam es in einigen Ortschaften im Siedlungsgebiet der Kurden ebenfalls zu einer Eskalation der Gewalt. Ab August 2015 hatten hier so genannte Volksparlamente, oft unter Beteiligung der DBP, die vielerorts die Stadtverwaltungen dominierten, eine Selbstverwaltung ausgerufen und die Jugendorganisation der PKK, die YDG-H hob in den von ihnen kontrollierten Stadtvierteln Gräben aus und errichtete Barrikaden, um den Zugang zu den Vierteln zu sperren. Postwendend verhängten die Gouverneure in diesen Ortschaften Ausgangssperren. Mitte Dezember 2015 ließ Devlet Bahçeli, der Vorsitzende der MHP, verlauten, dass in 7 verschiedenen Orten nun schon 52 Mal eine Ausgangssperre verhängt wurde. Der Abgeordnete der HDP für die Provinz Diyarbakır, İdris Baluken, gab am 10. Dezember 2015 bekannt, dass im Verlauf dieser Ausgangssperren 78 Zivilisten ihr Leben verloren. Besonders einschneidend waren die Ereignisse während der Ausgangssperre vom 4.–12. September 2015 in Cizre, wo mehr als 20 Zivilisten ums Leben kamen und während der Ausgangssperre über mehr als 10 Tage in Silvan, bei der mindestens 10 Zivilisten ihr Leben verloren.
Auch jahreszeitlich bedingt verstärkten sich die Kampfhandlungen im Frühjahr 2016 im Südosten der Türkei.

## Verfilmungen
- Güneşi Gördüm – Ich habe die Sonne gesehen (Türkei 2009; Regie: Mahsun Kırmızıgül)
- Close up Kurdistan (Deutschland 2007; Regie: Yüksel Yavuz)
- Ez firiyam tu ma li cih / ben uçtum, sen kaldın (Türkei 2012; Regie: Mizgin Müjde Arslan)
- Der Imker (Schweiz 2013; Regie: Mano Khalil)
- Nefes – Der Atemzug (Türkei 2009; Regie: Levent Semerci)
- Min dît – Die Kinder von Diyarbakır (Deutschland/Türkei 2009; Regie: Miraz Bezar)